# Allochthonius montanus
Espèce
Allochthonius montanus est une espèce de pseudoscorpions de la famille des Pseudotyrannochthoniidae.

## Distribution
Cette espèce est endémique du Japon. Elle se rencontre dans la préfecture de Tochigi sur le mont Kohshin et dans la préfecture d'Ibaraki sur le mont Tsukuba.

## Description
Le mâle holotype mesure 1,304 mm et les femelles de 1,160 à 1,400 mm.

## Publication originale
- Sakayori, 2000 : A new species of the genus Allochthonius (pseudoscorpion, Chthoniidae) from Mt. Kohshin, Tochigi Prefecture, central Japan. Edaphologia, vol. 65, p. 13-17.